# Bầu cử chủ tịch Đảng Dân chủ Tự do (Nhật Bản) năm 2024
Cuộc bầu cử lãnh đạo Đảng Dân chủ Tự do Nhật Bản năm 2024 được tổ chức vào tháng 9 năm 2024 để bầu ra chủ tịch tiếp theo của Đảng Dân chủ Tự do Nhật Bản. Chủ tịch đương nhiệm và Thủ tướng khi đó là Kishida Fumio đã thông báo vào ngày 14 tháng 8 năm 2024 rằng ông sẽ từ chức lãnh đạo đảng và sau đó là Thủ tướng Nhật Bản, Quyết định rút lui của ông Kishida được cho là xuất phát từ sự suy giảm ủng hộ trong những tháng gần đây. Cử tri Nhật Bản đã bày tỏ sự thất vọng về cách ông xử lý nhiều vấn đề quan trọng, bao gồm vụ bê bối quỹ đen của đảng, tình trạng lạm phát dai dẳng và sự suy yếu của đồng Yên.

## Thủ tục bầu cử
Quy trình bầu Chủ tịch Đảng Dân chủ Tự do được quy định trong "Quy chế bầu Chủ tịch Đảng". Để chính thức đủ điều kiện trở thành ứng cử viên trong cuộc bầu cử, một ứng cử viên phải là đảng viên Đảng Dân chủ Tự do của Quốc hội và phải nhận được đề cử từ ít nhất 20 thành viên cùng đảng trong Quốc hội.
Đảng Dân chủ Tự do lựa chọn người lãnh đạo của mình thông qua cuộc bầu cử hai vòng với sự tham gia của cả các thành viên Đảng Dân chủ Tự do trong Quốc hội và các đảng viên nộp hội phí từ khắp Nhật Bản. Trong vòng đầu tiên, tất cả các thành viên Đảng Dân chủ Tự do của Quốc hội sẽ bỏ một phiếu trong khi phiếu bầu của các đảng viên được chuyển đổi theo tỷ lệ thành số phiếu bằng nửa còn lại của tổng số phiếu bầu. Nếu ứng cử viên nào giành được đa số (trên 50%) phiếu bầu ở vòng đầu tiên thì ứng cử viên đó được bầu làm Chủ tịch.
Nếu không có ứng cử viên nào nhận được đa số phiếu trong vòng đầu tiên, một cuộc bầu cử vòng hai sẽ được tổ chức ngay lập tức giữa hai ứng cử viên dẫn đầu. Trong vòng hai, tất cả các thành viên Quốc hội sẽ bỏ phiếu lại trong khi 47 phân khu của Đảng Dân chủ Tự do mỗi tỉnh được một phiếu, kết quả của các phiếu sau được xác định bằng kết quả vòng đầu tiên của các đảng viên ở mỗi khu vực bầu cử. Ứng cử viên nào giành được nhiều phiếu nhất trong vòng hai sẽ được bầu làm Chủ tịch.

## Tổng quan

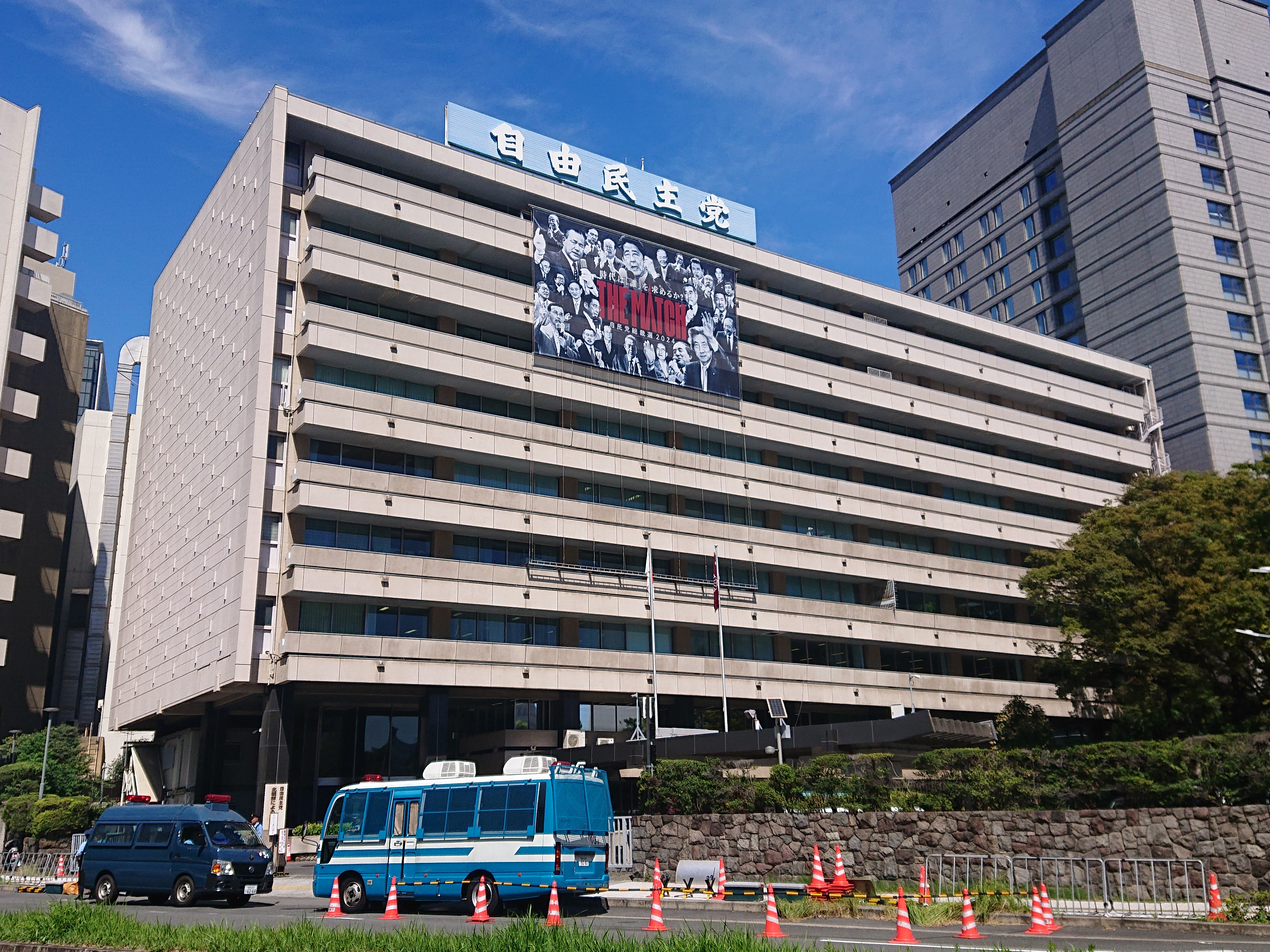
Trụ sở Đảng Dân chủ Tự do treo áp phích của cuộc bầu cử

Sau khi Chủ tịch Đảng và Thủ tướng Suga Yoshihide từ chức, cựu Bộ trưởng Ngoại giao Kishida Fumio được bầu làm Chủ tịch Đảng Dân chủ Tự do vào năm 2021, đánh bại Bộ trưởng Cải cách hành chính và Cải cách quy định Kōno Tarō trong vòng hai, trở thành Thủ tướng vào ngày 4 tháng 10 năm 2021.

### Vụ ám sátAbe Shinzōvà mối quan hệ vớiGiáo hội Thống Nhất
Vụ ám sát cựu Thủ tướng Abe Shinzō vào năm 2022, phong trào tôn giáo mới của Nhà thờ Thống nhất được chứng minh là có ảnh hưởng chính trị đáng kể trong Đảng Dân chủ Tự do, đồng thời mức độ ủng hộ của đảng cũng như tỷ lệ tán thành của Nội các Kishida đã giảm. Kishida đã cải tổ nội các của mình vào ngày 10 tháng 8 năm 2022 trong nỗ lực loại bỏ các bộ trưởng nội các liên kết với Nhà thờ Thống nhất nhằm lấy lại niềm tin của công chúng đối với chính phủ của ông.
Kishida cải tổ nội các của mình một lần nữa vào ngày 13 tháng 9 năm 2023 khi chức vụ Thủ tướng của ông tiếp tục mất đi sự ủng hộ của công chúng. Cuộc cải tổ được nhấn mạnh vì tỷ lệ phụ nữ giữ các vai trò chính thức tương đối cao và sự bao gồm các thành viên của các phe phái đối lập trong các vai trò cấp cao như Kōno Tarō và Motegi Toshimitsu.

### Vụ bê bối Quỹ đen
Vào tháng 11 năm 2023, người ta phát hiện ra rằng các thành viên của phái Seiwa Seisaku Kenkyūkai (Seiwakai, phái Abe) và Shisuikai bảo thủ đã không báo cáo hơn 600 triệu Yên (gần 1 tỷ 050 triệu đồng) trong quỹ tranh cử mà thay vào đó họ đã đặt vào các quỹ đen bất hợp pháp. Điều này dẫn đến một vụ bê bối liên quan đến việc các thành viên này lạm dụng quỹ vận động tranh cử.

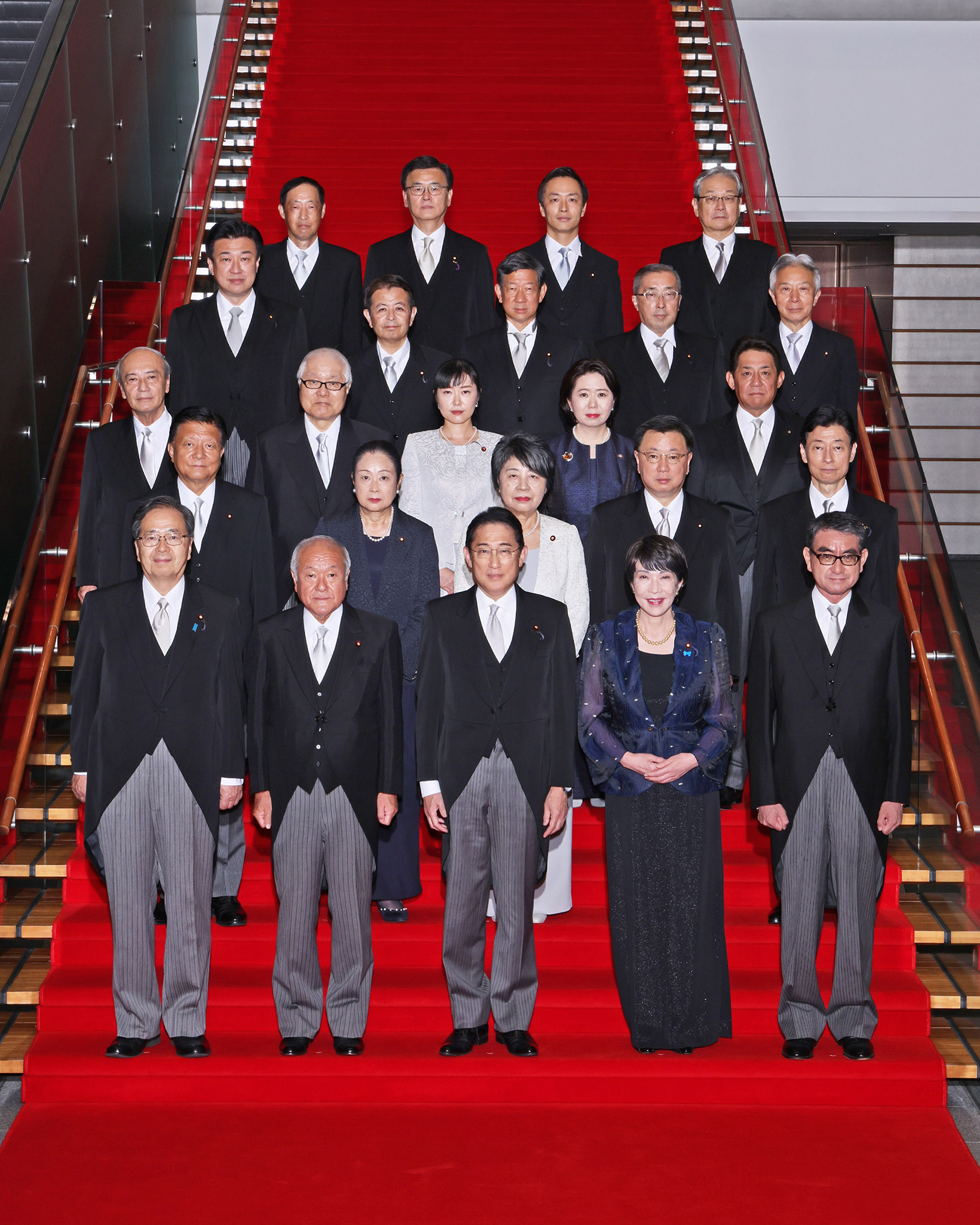
Nội các Kishida lần 2 cải tổ lần 2.

Giữa lúc vụ bê bối ngày càng leo thang, Kishida tuyên bố vào ngày 13 tháng 12 năm 2023 rằng ông sẽ cách chức Chánh Văn phòng Nội các Matsuno Hirokazu, Bộ trưởng Kinh tế, Thương mại và Công nghiệp Nishimura Yasutoshi, Bộ trưởng Nội vụ và Truyền thông Suzuki Junji và Bộ trưởng Nông nghiệp, Lâm nghiệp và Thủy sản Miyashita Ichirō. Miyazawa Hiroyuki, Thứ trưởng  Quốc phòng cũng bị cách chức. Tất cả các quan chức bị trục xuất đều thuộc phái Seiwakai.
Đảng Dân chủ Lập hiến đối lập đã đệ trình bỏ phiếu bất tín nhiệm đối với Matsuno và toàn bộ nội các của Kishida do vụ bê bối. Mặc dù cả hai động thái đều thất bại do Đảng Dân chủ Tự do chiếm đa số trong Quốc hội, nhưng đây là cuộc bỏ phiếu bất tín nhiệm gần nhất trong nhiều thập kỷ do sự thống nhất hiếm hoi giữa các đảng đối lập của Nhật Bản trong việc bỏ phiếu ủng hộ cuộc bỏ phiếu.
Vụ bắt giữ đầu tiên diễn ra vào ngày 7 tháng 1 năm 2024, với cựu Thứ trưởng Bộ Giáo dục, Văn hóa, Thể thao, Khoa học và Công nghệ Ikeda Yoshitaki và Kakinuma Kazuhiro, trợ lý của ông, bị buộc tội che giấu 48 triệu yên mà Seiwakai kiếm được từ năm 2018 đến năm 2022. Cơ quan Cảnh sát Quốc gia biện minh cho việc bắt giữ họ bằng cách tuyên bố rằng có khả năng tiêu hủy bằng chứng. Ikeda đã bị trục xuất khỏi Đảng Dân chủ Tự do sau khi thông tin chi tiết về vụ bắt giữ được công khai.
Vào ngày 7 tháng 12 năm 2023, Kishida tuyên bố từ chức lãnh đạo phái ôn hòa Kōchikai mà ông đã lãnh đạo từ năm 2012 và tuyên bố sẽ rời phái do vụ bê bối. Một tháng sau, vào tháng 1 năm 2024, Kōchikai, cùng với Seiwakai và Shisuikai đồng loạt bị giải thể, chỉ để lại Heisei Kenkyūkai của Motegi và Shikōkai của Asō Tarō là những phe phái duy nhất còn lại trong đảng.

### Tiếp tục không được ưa chuộng và từ chức

Xếp hạng tín nhiệm Nội các Kishida kể từ năm 2021.

Xếp hạng tín nhiệm của Kishida tiếp tục giảm sau vụ bê bối, giảm xuống 23% vào ngày 13 tháng 12 năm 2023, đánh dấu mức xếp hạng thấp nhất đối với bất kỳ Thủ tướng nào kể từ khi Đảng Dân chủ Tự do trở lại nắm quyền vào năm 2012. Đến ngày 22 tháng 12, xếp hạng tín nhiệm của ông tiếp tục giảm xuống còn 17%. Theo một cuộc thăm dò của Mainichi Shimbun được thực hiện vào ngày 18 tháng 12 năm 2023, 79% số người được hỏi không tán thành cách Kishida làm Thủ tướng, tỷ lệ không tán thành cao nhất kể từ khi kết thúc Thế chiến thứ hai.
Đã xuất hiện những lo ngại về khả năng lãnh đạo đảng của Kishida giành chiến thắng trong cuộc tổng tuyển cử sắp tới, với vụ bê bối dẫn đến suy đoán rằng Đảng Dân chủ Tự do có thể mất quyền lực để ủng hộ liên minh do Đảng Dân chủ Lập hiến lãnh đạo. Cựu thành viên Seiwakai, Nghị viên Chúng Nghị viện Takatori Shūichi nói rằng ông không tin đảng có thể duy trì đa số trong Quốc hội nếu Kishida được bầu lại làm Chủ tịch Đảng, trong khi người tiền nhiệm của Kishida là Suga vào ngày 23 tháng 6 đã kêu gọi Kishida từ chức, nêu rõ rằng đảng sẽ mất quyền lực nếu "mọi chuyện cứ tiếp diễn như thế này". Mainichi Shimbun đưa tin rằng đảng có thể bị chia rẽ giữa các lực lượng ủng hộ Kishida và chống Kishida trước cuộc bầu cử, với một số người ủng hộ những lời chỉ trích của Suga đối với Kishida.

## Vấn đề cần giải quyết[29][30]
- Làm rõ thực tế các vấn đề chính trị và tiền bạc, bao gồm cả vụ bê bối quỹ đen phe phái.
- Mối quan hệ với Giáo hội Thống nhất trước đây (Liên đoàn Gia đình vì Hòa bình và Thống nhất Thế giới).
- Ưu và nhược điểm của việc chọn lọc họ riêng cho các cặp vợ chồng.
- Ưu và nhược điểm của việc tăng cường thuế thu nhập tài chính.
- Thời điểm giải tán Chúng Nghị viện và tổng tuyển cử.[31]
- Chính sách kinh tế bao gồm các biện pháp chống vật giá leo thang.[32]
- Ưu và nhược điểm của việc nới lỏng quy định sa thải để thanh khoản thị trường lao động.[33]
- Ưu và nhược điểm của việc rà soát thời điểm bãi bỏ thẻ bảo hiểm y tế hiện hành kết hợp với việc chuyển sang "Thẻ bảo hiểm Maina" kết hợp giữa Thẻ My Number (tương tự Căn cước công dân của Việt Nam) và thẻ bảo hiểm y tế.[34]

## Dữ liệu bầu cử

### Chủ tịch Đảng
- Trước bầu cử: Kishida Fumio (Chủ tịch thứ 27)
- Sau bầu cử: Ishiba Shigeru (Chủ tịch thứ 28)

### Ngày thông báo ứng viên
- 12 tháng 9 năm 2024

### Ngày bỏ phiếu
- 27 tháng 9 năm 2024

### Cử tri
| Loại hình                       | Số lượng |
| ------------------------------- | -------- |
| Đảng viên trong Chúng Nghị viện | 253      |
| Đảng viên trong Tham Nghị viện  | 114      |
| Các Đảng viên                   | 367      |
| Tổng                            | 734      |

- Phiếu bầu của đảng viên được tính theo khu dựa trên kết quả bỏ phiếu của 1.055.839 đảng viên và bạn bè trên toàn quốc (tính đến ngày 11 tháng 9) và phân phát cho từng ứng cử viên bằng phương pháp D'Hondt.

- Đối với cuộc bỏ phiếu cuối cùng, bỏ phiếu cho một trong hai ứng cử viên hàng đầu từ vòng đầu tiên.  Số lượng đại cử tri là 415, trong đó có 368 thành viên Quốc hội trực thuộc đảng và 47 người từ mỗi khu.

### Ủy ban bầu cử[35]

#### Trưởng ban

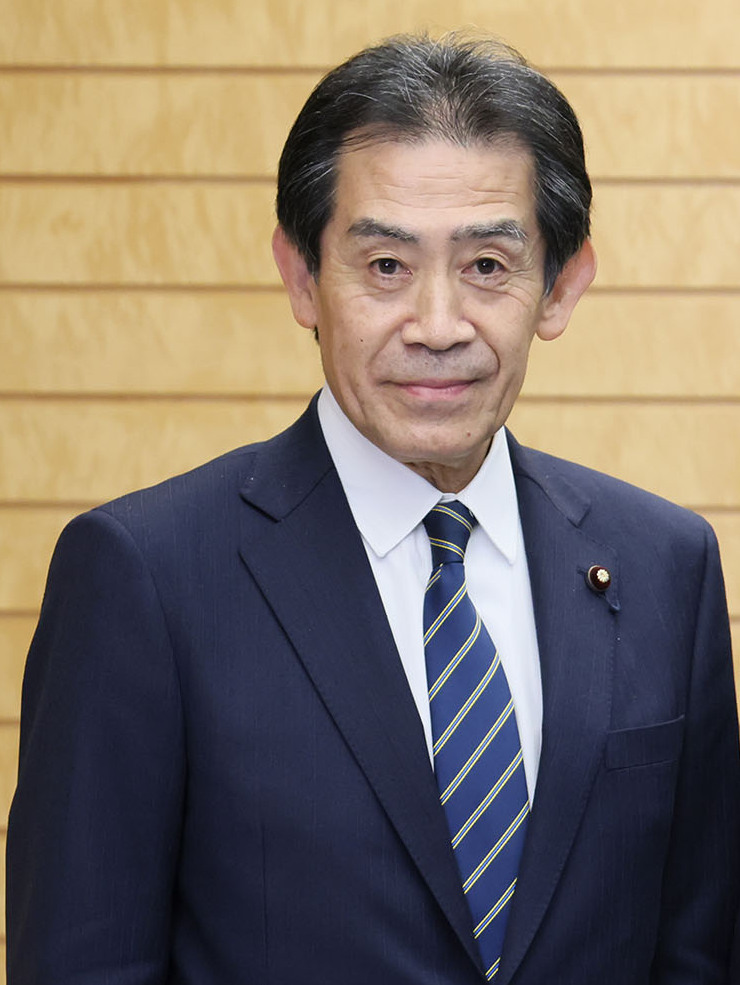
Aisawa Ichirō Khu 1 Okayama

#### Phó Trưởng ban

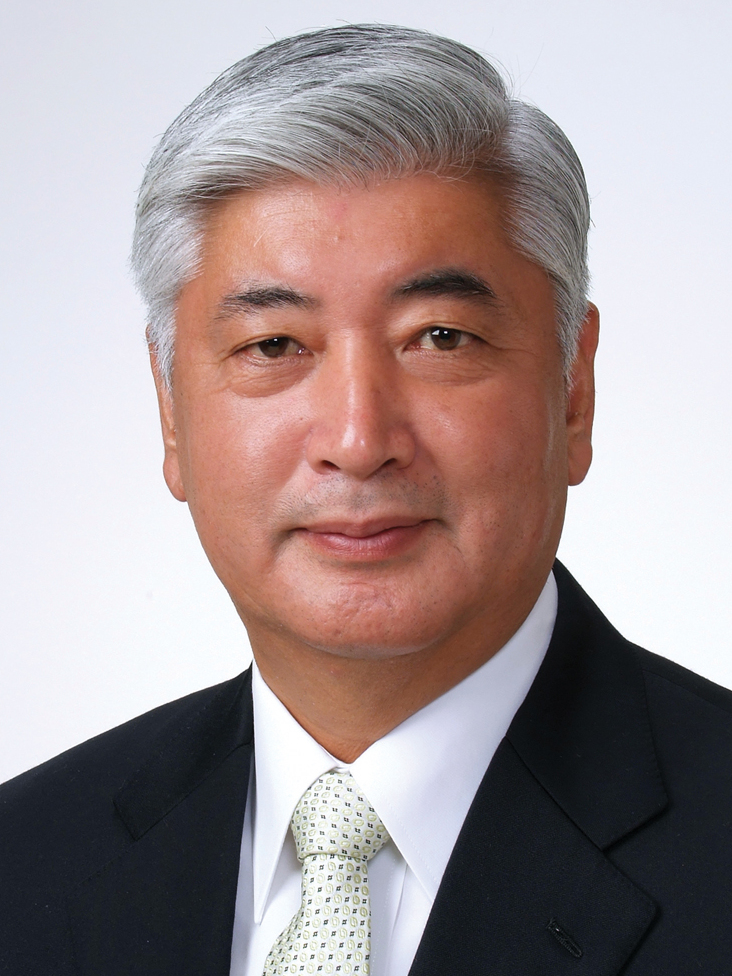
Nakatani Gen Khu 1 Kōchi

#### Thành viên

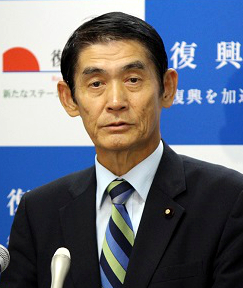
Imamura Masahiro Khối tỉ lệ Kyūshū
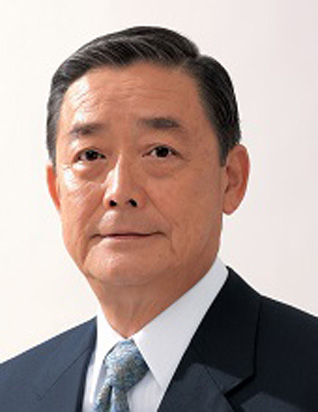
Okuno Shinsuke Khối tỉ lệ Kinki
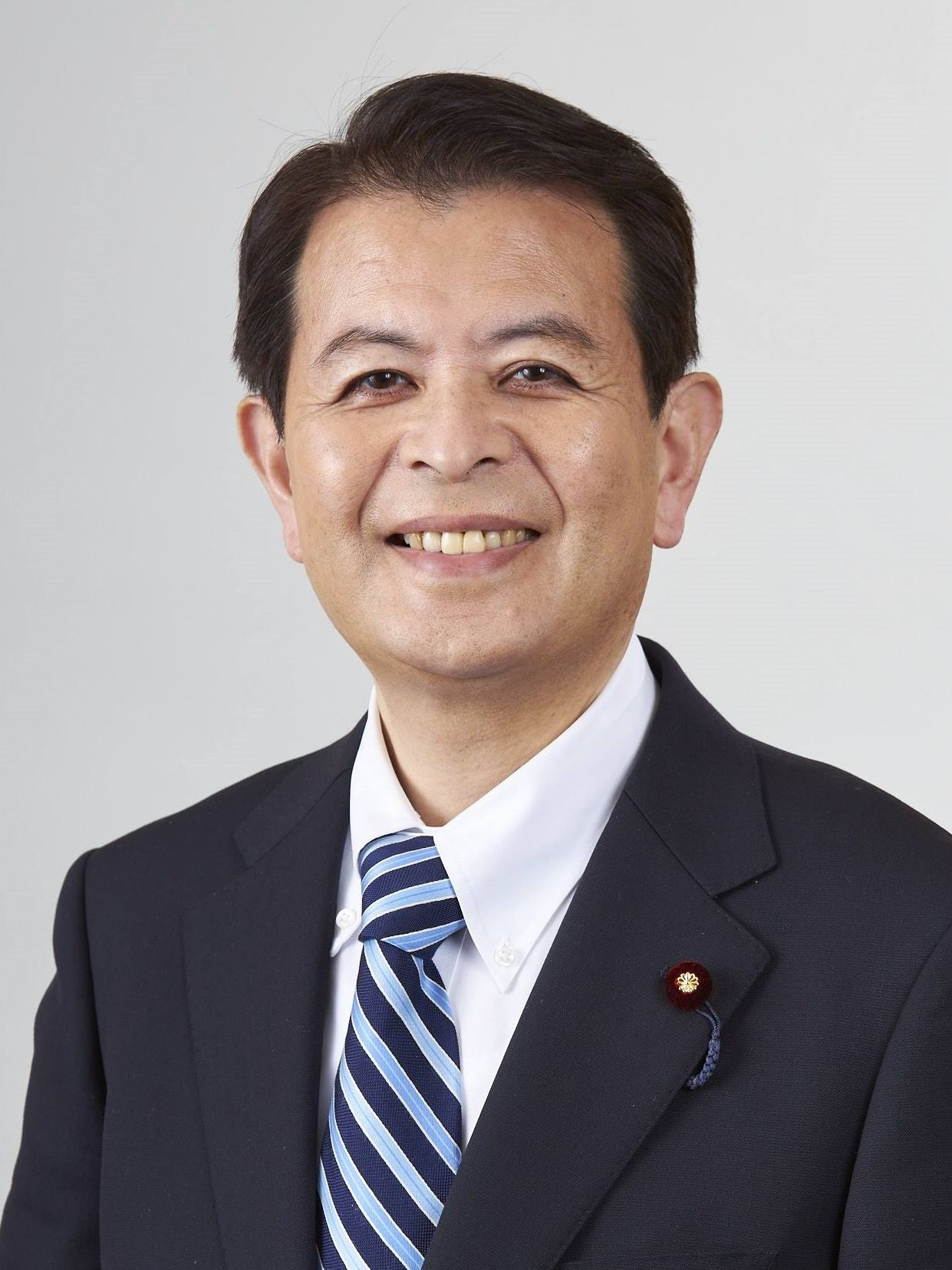
Miyashita Ichirō Khu 5 Nagano
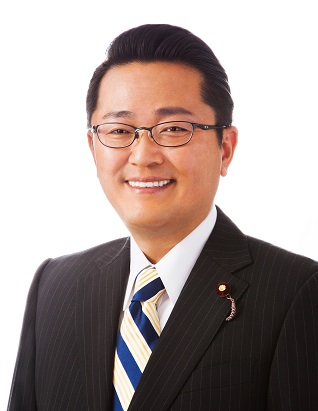
Niwa Hideki Khu 6 Aichi
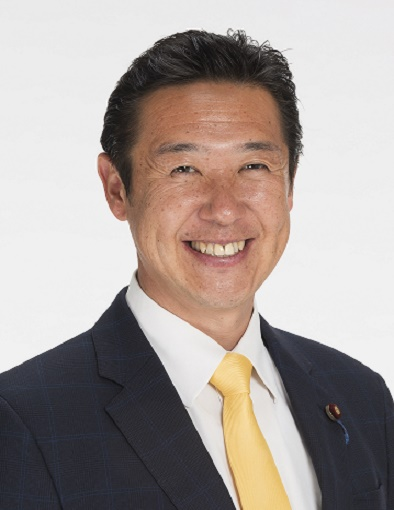
Kikawada Hitoshi Khu 3 Saitama
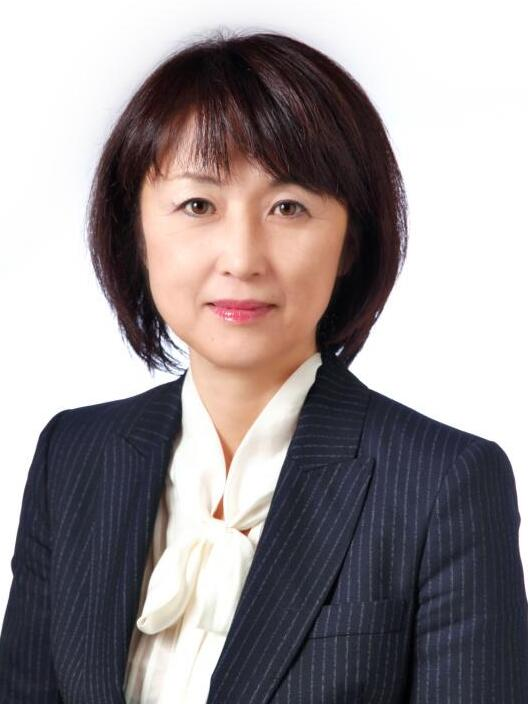
Nakagawa Yūko Khối tỉ lệ Hokkaidō
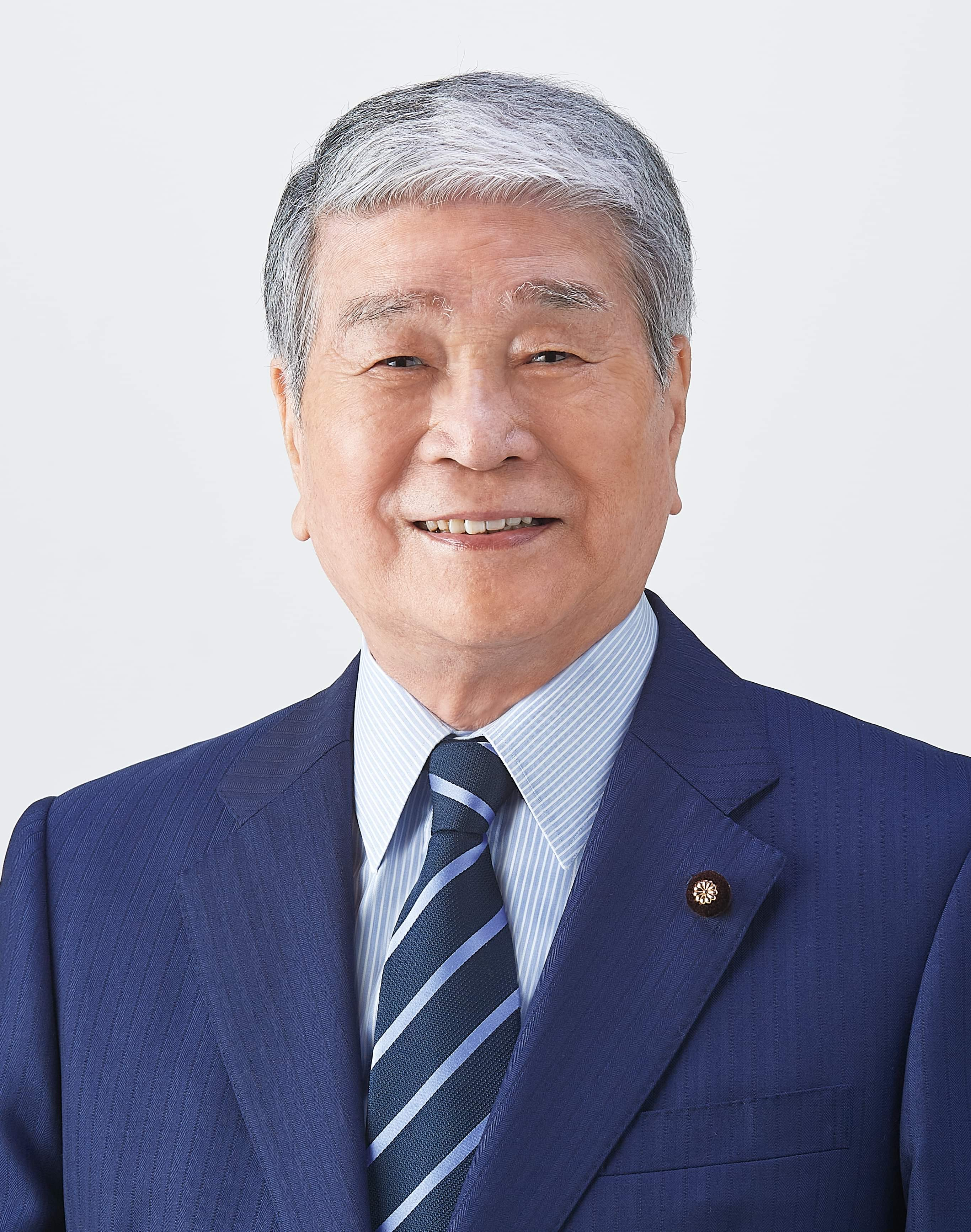
Nomura Tetsurō Tham Nghị viện - tỉnh Kagoshima
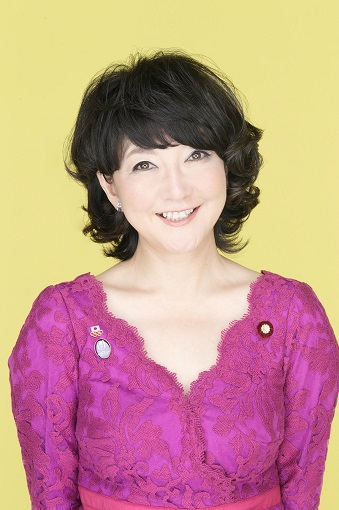
Katayama Satsuki Khu 7 Shizuoka
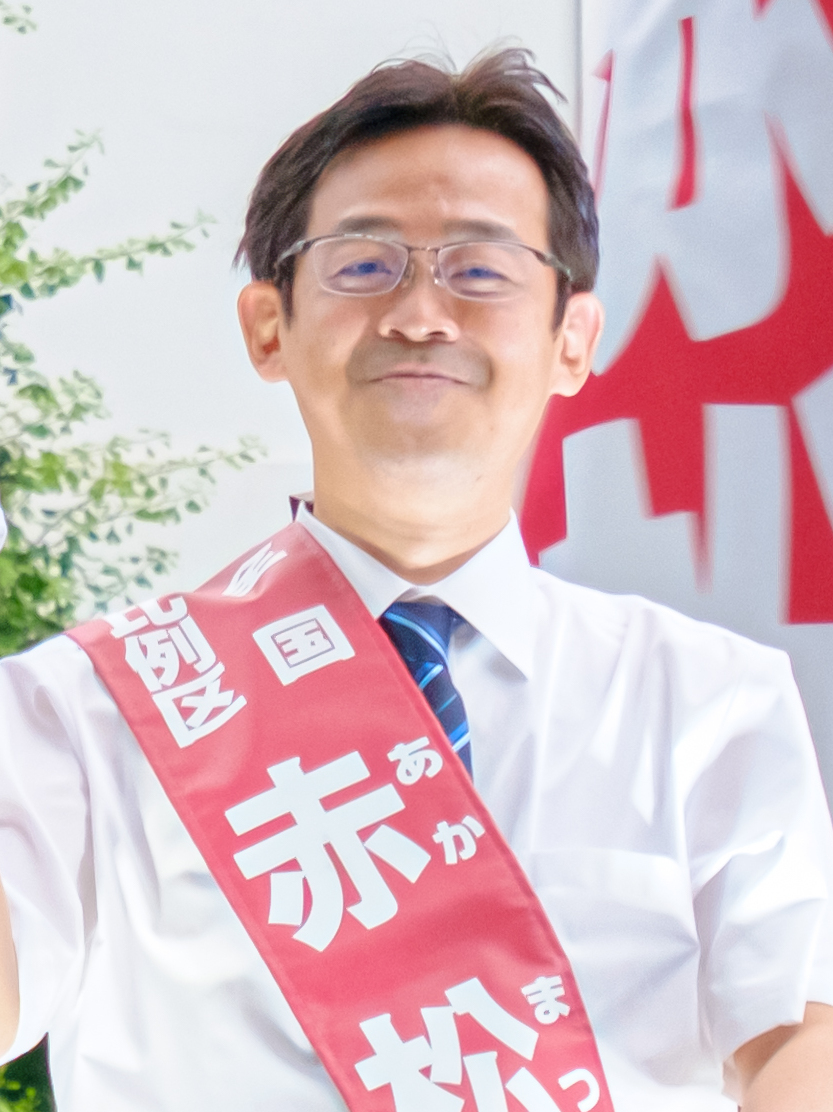
Akamatsu Ken Tham Nghị viện - Khối tỉ lệ Quốc gia

### Khẩu hiệu
Thời đại này tìm kiếm ai? THE MATCH

## Ứng cử viên

### Tuyên bố tranh cử
| Ứng cử viên        | Ứng cử viên | Ngày sinh                      | Chức vụ | Phe phái    | Khu vực bầu cử  | Ngày tuyên bố trang cử | Lịch sử ứng cử                 | Tham khảo                   |
| ------------------ | ----------- | ------------------------------ | --- | ----------- | --------------- | ---------------------- | ------------------------------ | --------------------------- |
| Takaichi Sanae     |             | 7 tháng 3 năm 1961 (63 tuổi)   | Bộ trưởng Nội các Đặc trách An ninh Kinh tế (từ 2022) Nghị viên Chúng Nghị viện (từ 1993) Chức vụ trước đây - Bộ trưởng Nội vụ và Truyền thông (2014–2017; 2019–2020) | Không       | Khu 2 Nara      | 9 tháng 9 năm 2025     | 2 lần (2021)                   | [ 37 ]                      |
| Kobayashi Takayuki |             | 29 tháng 11 năm 1974 (49 tuổi) | Nghị viên Chúng Nghị viện (từ 2012) Chức vụ trước đây - Bộ trưởng đặc trách An ninh kinh tế (2021–2022) | Không       | Khu 2 Chiba     | 19 tháng 8 năm 2024    | Lần đầu                        | [ 38 ] [ 39 ] [ 40 ]        |
| Hayashi Yoshimasa  |             | 19 tháng 1 năm 1961 (63 tuổi)  | Chánh Văn phòng Nội các (từ 2023) Nghị viên Chúng Nghị viện (từ 2021) Chức vụ trước đây - Bộ trưởng Ngoại giao (2021–2023) - Bộ trưởng Giáo dục, Văn hóa, Thể thao, Khoa học và Công nghệ (2017–2018) - Bộ trưởng Nông nghiệp, Lâm nghiệp và Thủy sản (2012–2014; 2015) - Bộ trưởng Nội các Đặc trách Kinh tế và Tài khóa (2009) - Bộ trưởng Quốc phòng (2008) - Nghị viên Tham Nghị viện (1995–2021)                       | Không       | Khu 3 Yamaguchi | 3 tháng 9 năm 2024     | 2 lần (2012)                   | [ 41 ]                      |
| Koizumi Shinjirō   |             | 14 tháng 4 năm 1981 (43 tuổi)  | Nghị viên Chúng Nghị viện (từ 2009) Chức vụ trước đây - Bộ trưởng Môi trường (2019–2021) | Không       | Khu 11 Kanagawa | 6 tháng 9 năm 2024     | Lần đầu                        | [ 42 ]                      |
| Kamikawa Yōko      |             | 1 tháng 3 năm 1953 (71 tuổi)   | Bộ trưởng Ngoại giao (từ 2023) Nghị viên Chúng Nghị viện (từ 2000) Chức vụ trước đây - Bộ trưởng Tư pháp (2014–2015; 2017–2018; 2020–2021) | Không       | Khu 1 Shizuoka  | 11 tháng 9 năm 2024    | Lần đầu                        | [ 43 ] [ 44 ]               |
| Katō Katsunobu     |             | 22 tháng 11 năm 1955 (68 tuổi) | Nghị viên Chúng Nghị viện (từ 2003) Chức vụ trước đây - Bộ trưởng Y tế, Lao động và Phúc lợi (2017–2018; 2019–2020; 2022–2023) - Chánh Văn phòng Nội các (2020–2021) - Bộ trưởng Nội các Đặc trách các biện pháp giảm dân số (2015–2017) | Phái Motegi | Khu 4 Okayama   | 10 tháng 9 năm 2024    | Lần đầu                        | [ 46 ]                      |
| Kōno Tarō          |             | 10 tháng 1 năm 1963 (61 tuổi)  | Bộ trưởng Digital (từ 2022) Nghị viên Chúng Nghị viện (từ 1996) Chức vụ trước đây - Bộ trưởng Nội các Đặc trách Cải cách hành chính và Cải cách quy định (2015–2016; 2020–2021) - Bộ trưởng Quốc phòng (2019–2020) - Bộ trưởng Ngoại giao (2017–2019) - Chủ tịch Ủy ban Công an Quốc gia (2015–2016) | Phái Asō    | Khu 15 Kanagawa | 26 tháng 8 năm 2024    | 3 lần (2009, 2021)             | [ 47 ] [ 48 ] [ 49 ] [ 50 ] |
| Ishiba Shigeru     |             | 4 tháng 2 năm 1957 (67 tuổi)   | Nghị viên Chúng Nghị viện (từ 1986) Chức vụ trước đây - Bộ trưởng đặc trách khắc phục tình trạng suy giảm dân số và phục hồi nền kinh tế địa phương (2014–2016) - Tổng Thư ký Đảng Dân chủ Tự do (2012–2014) - Bộ trưởng Nông nghiệp, Lâm nghiệp và Thủy sản (2008–2009) - Bộ trưởng Quốc phòng (2002–2004; 2007–2008) | Phái Ishiba | Khu 1 Tottori   | 24 tháng 8 năm 2024    | 5 lần (2008, 2012, 2018, 2020) | [ 51 ] [ 52 ] [ 53 ]        |
| Motegi Toshimitsu  |             | 7 tháng 10 năm 1955 (68 tuổi)  | Nghị viên Chúng Nghị viện (từ 1993) Chức vụ trước đây - Bộ trưởng Ngoại giao (2019–2021) - Bộ trưởng Nội các Đặc trách An sinh xã hội toàn thế hệ (2018–2019) - Bộ trưởng Nội các Đặc trách Kinh tế và Tài khóa (2017–2019) - Bộ trưởng Nội các Đặc trách Phát triển nguồn nhân lực và cách mạng, phụ trách an sinh xã hội và cải cách tổng hợp thuế (2017–2018) - Bộ trưởng Kinh tế, Thương mại và Công nghiệp (2012–2014) | Phái Motegi | Khu 5 Tochigi   | 4 tháng 9 năm 2024     | Lần đầu                        | [ 54 ] [ 55 ] [ 56 ]        |

### Từ bỏ ứng cử

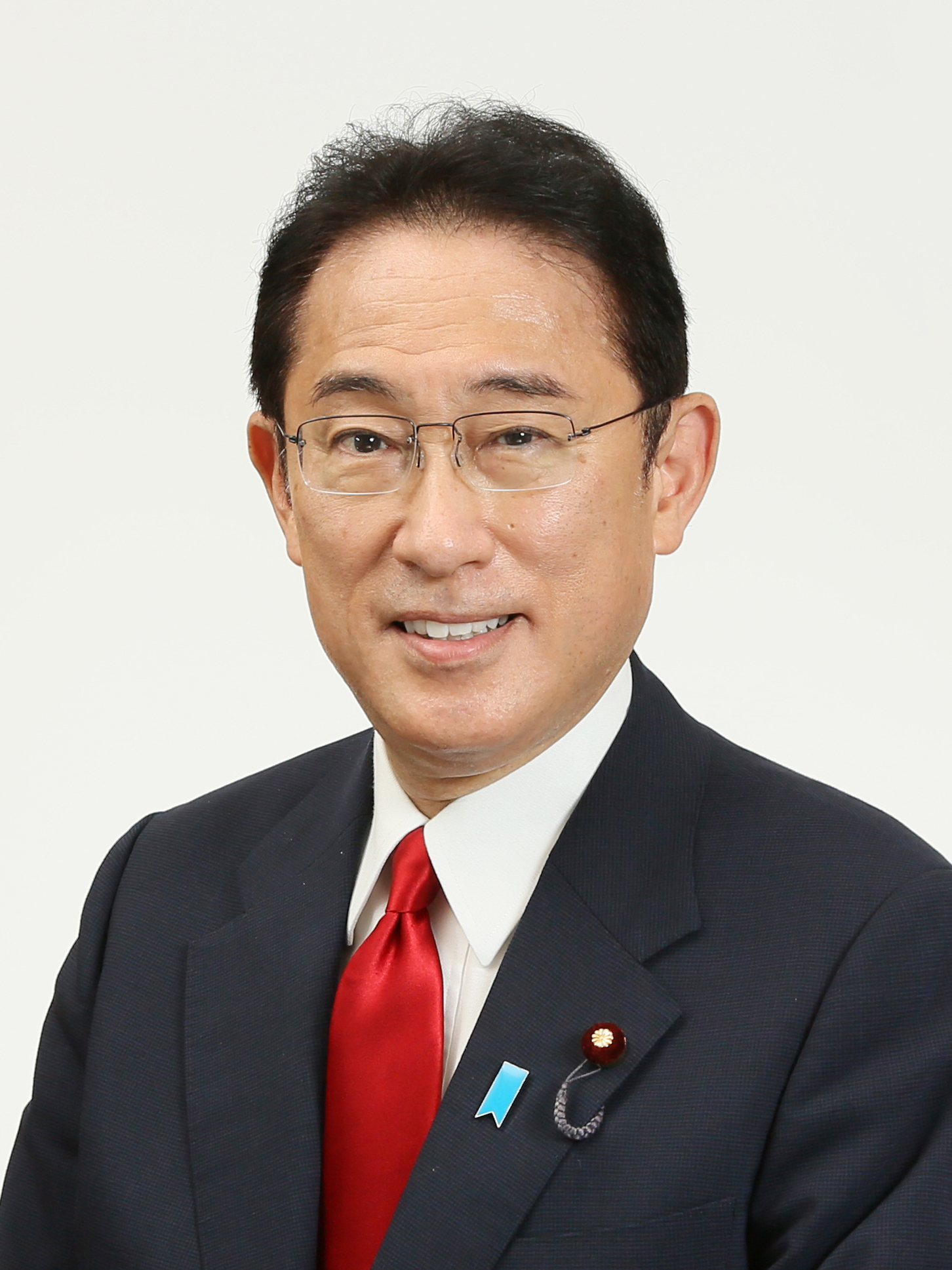
Center|Thủ tướng Kishida Fumio
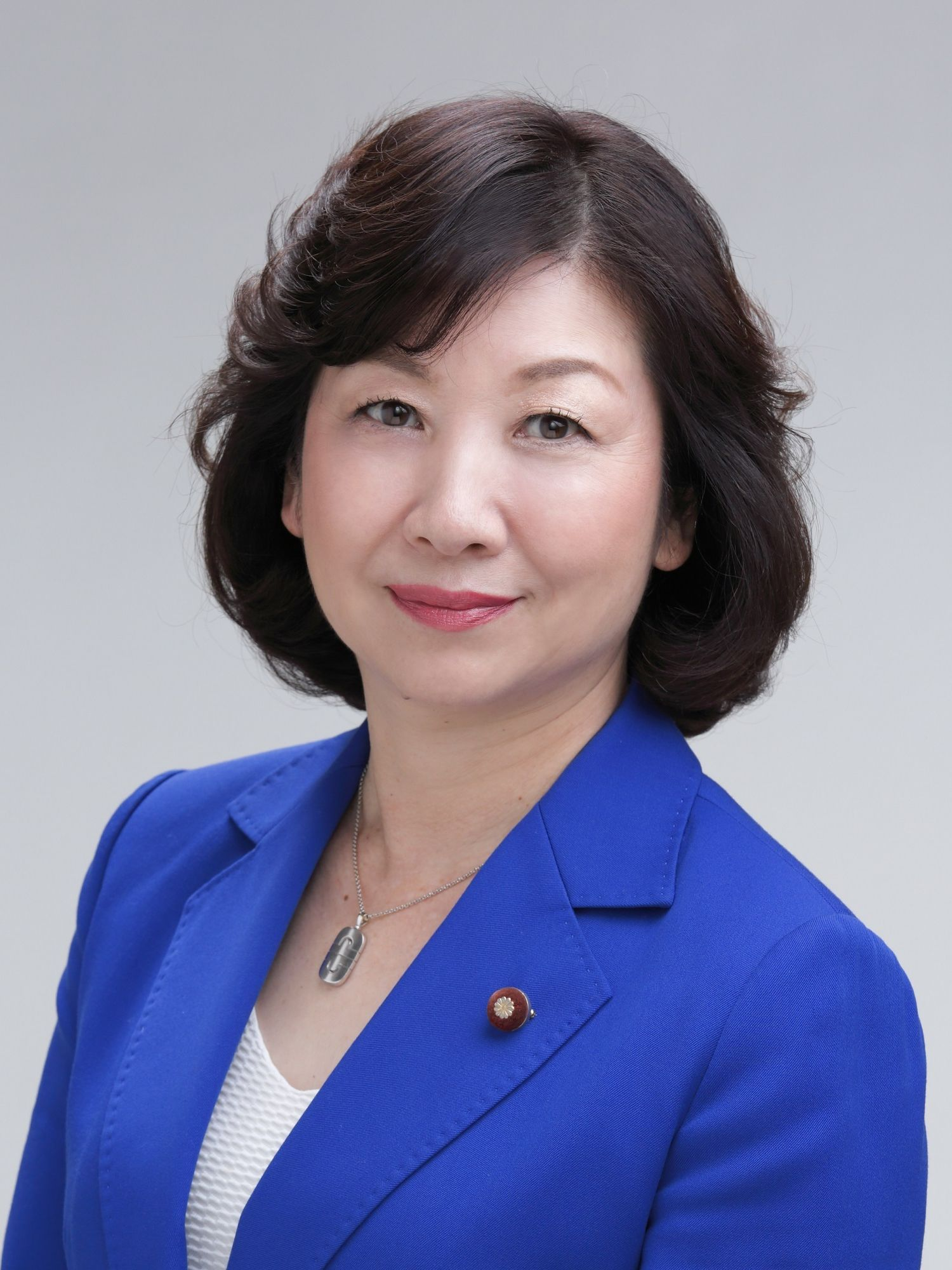
Center|Cựu Bộ trưởng Nội vụ và Truyền thông Noda Seiko
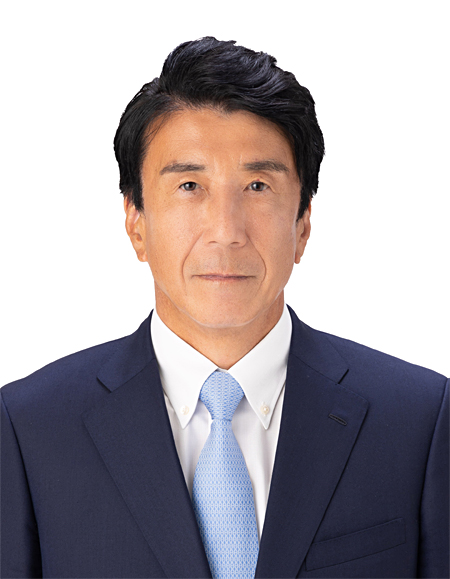
Bộ trưởng Kinh tế, Thương mại và Công nghiệp Saitō Ken
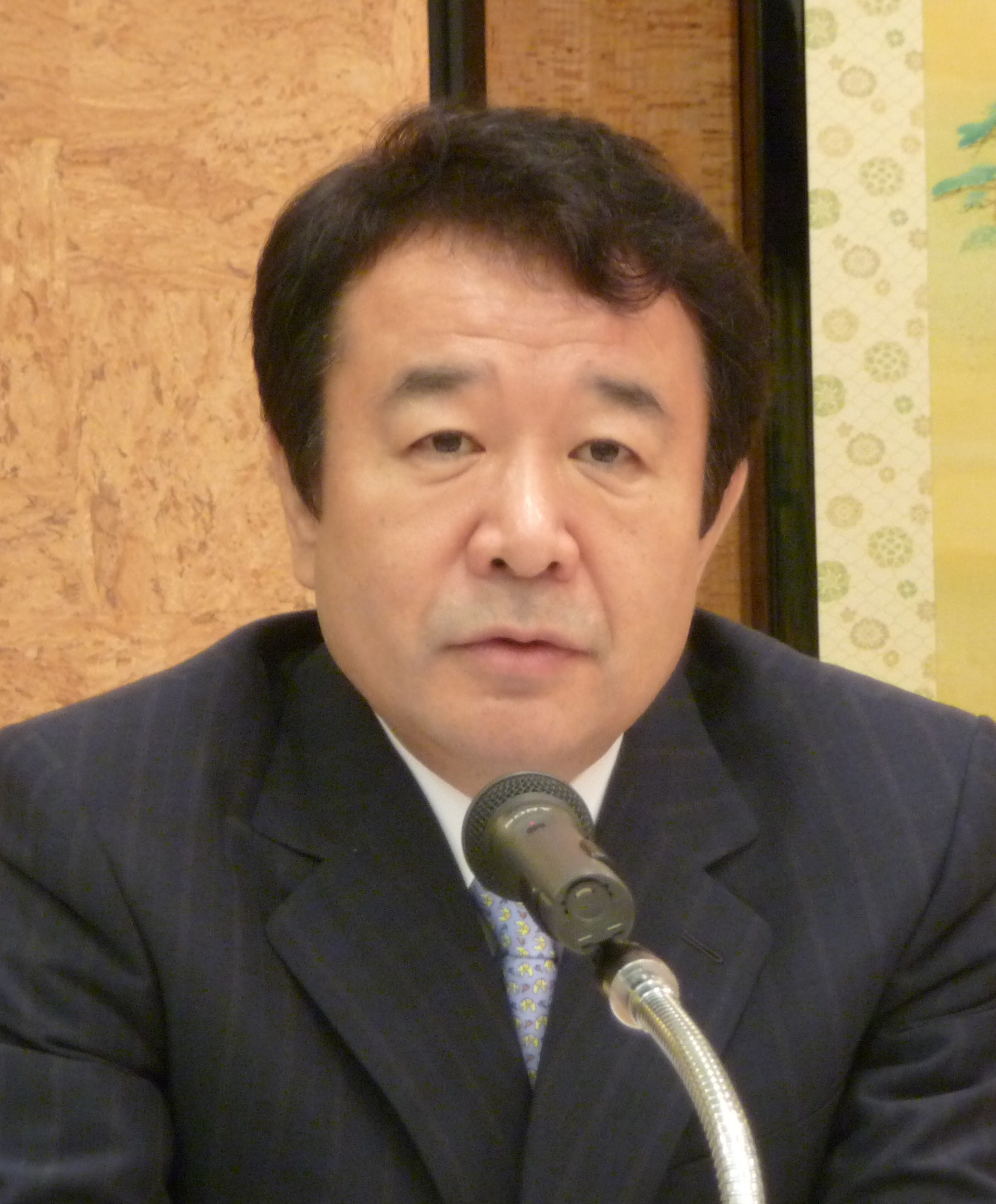
Nghị viên Tham Nghị viện Aoyama Shigeharu

## Thăm dò dư luận

### Bầu cử
(Số liệu trong ngoặc là tỷ lệ tán thành của những người ủng hộ Đảng Dân chủ Tự do)
| Ngày thăm dò (2024) | Cơ quan thăm dò                                                              | Tham gia                                                                     | Ishiba Shigeru                                                               | Koizumi Shinjirō                                                             | Kōno Tarō                                                                    | Takaichi Sanae                                                               | Kamikawa Yōko                                                                | Kobayashi Takayuki                                                           | Motegi Toshimitsu                                                            | Hayashi Yoshimasa                                                            | Katō Katsunobu                                                               | Khác                                                                         | Khác/ Chưa/Không                                                             |   |   |    |
| ------------------- | ---------------------------------------------------------------------------- | ---------------------------------------------------------------------------- | ---------------------------------------------------------------------------- | ---------------------------------------------------------------------------- | ---------------------------------------------------------------------------- | ---------------------------------------------------------------------------- | ---------------------------------------------------------------------------- | ---------------------------------------------------------------------------- | ---------------------------------------------------------------------------- | ---------------------------------------------------------------------------- | ---------------------------------------------------------------------------- | ---------------------------------------------------------------------------- | ---------------------------------------------------------------------------- | - | - | -- |
| Ngày thăm dò (2024) | Cơ quan thăm dò                                                              | Tham gia                                                                     | 21, 22/9                                                                     | ANN                                                                          | 1,012                                                                        | 31                                                                           | 20                                                                           | 5                                                                            | 15                                                                           | 5                                                                            | –                                                                            | –                                                                            | –                                                                            | – | – | 24 |
| 21/9                | Mainichi                                                                     | 2,044                                                                        | 26 (24)                                                                      | 14 (23)                                                                      | 4                                                                            | 17 (29)                                                                      | 5                                                                            | –                                                                            | –                                                                            | –                                                                            | –                                                                            | –                                                                            | 34 (24)                                                                      |   |   |    |
| 20, 21/9            | Nippon TV/JX                                                                 | 1,007                                                                        | (31)                                                                         | (14)                                                                         | (2)                                                                          | (28)                                                                         | (6)                                                                          | (6)                                                                          | (2)                                                                          | (5)                                                                          | (1)                                                                          | –                                                                            | (5)                                                                          |   |   |    |
| 15, 16/9            | Kyodo News                                                                   | Không rõ                                                                     | (23.7)                                                                       | (19.1)                                                                       | (3.8)                                                                        | (27.7)                                                                       | (5.1)                                                                        | (5.2)                                                                        | (1.8)                                                                        | (6.3)                                                                        | (1.7)                                                                        | –                                                                            | (5.6)                                                                        |   |   |    |
| 14, 15/9            | Sankei/FNN                                                                   | 1,012                                                                        | 25.6 (24.1)                                                                  | 21.9 (29.4)                                                                  | 4.6 (5.2)                                                                    | 12.5 (16.3)                                                                  | 5.5 (3.6)                                                                    | 3 (3.6)                                                                      | 1.6 (3)                                                                      | 3.5 (3.8)                                                                    | 0.2 (0.3)                                                                    | –                                                                            | 21.6 (10.7)                                                                  |   |   |    |
| 14, 15/9            | Yomiuri/NNN                                                                  | 1,500                                                                        | (26)                                                                         | (16)                                                                         | (3)                                                                          | (25)                                                                         | (6)                                                                          | (6)                                                                          | (2)                                                                          | (5)                                                                          | (1)                                                                          | –                                                                            | (9)                                                                          |   |   |    |
| 14, 15/9            | Asahi                                                                        | 1,070                                                                        | 32                                                                           | 24                                                                           | 3                                                                            | 17                                                                           | 3                                                                            | 3                                                                            | 1                                                                            | 4                                                                            | 0                                                                            | –                                                                            | 13                                                                           |   |   |    |
| 13, 14, 15/9        | Yomiuri/NNN                                                                  | 1,040                                                                        | 27                                                                           | 21                                                                           | 6                                                                            | 13                                                                           | 5                                                                            | 2                                                                            | 2                                                                            | 2                                                                            | 1                                                                            | –                                                                            | 20                                                                           |   |   |    |
| 13, 14, 15/9        | Nikkei/TV Tokyo                                                              | 902                                                                          | 26                                                                           | 20                                                                           | 5                                                                            | 16                                                                           | 6                                                                            | 3                                                                            | 2                                                                            | 5                                                                            | 1                                                                            | –                                                                            | 16                                                                           |   |   |    |
| 12/9                | Nippon TV/JX                                                                 | 1,022                                                                        | (25)                                                                         | (19)                                                                         | (3)                                                                          | (22)                                                                         | (9)                                                                          | (5)                                                                          | (3)                                                                          | (5)                                                                          | (1)                                                                          | –                                                                            | (9)                                                                          |   |   |    |
| 12/9                | Thời gian ứng cử và đề cử kết thúc. Thời gian chiến dịch chính thức bắt đầu. | Thời gian ứng cử và đề cử kết thúc. Thời gian chiến dịch chính thức bắt đầu. | Thời gian ứng cử và đề cử kết thúc. Thời gian chiến dịch chính thức bắt đầu. | Thời gian ứng cử và đề cử kết thúc. Thời gian chiến dịch chính thức bắt đầu. | Thời gian ứng cử và đề cử kết thúc. Thời gian chiến dịch chính thức bắt đầu. | Thời gian ứng cử và đề cử kết thúc. Thời gian chiến dịch chính thức bắt đầu. | Thời gian ứng cử và đề cử kết thúc. Thời gian chiến dịch chính thức bắt đầu. | Thời gian ứng cử và đề cử kết thúc. Thời gian chiến dịch chính thức bắt đầu. | Thời gian ứng cử và đề cử kết thúc. Thời gian chiến dịch chính thức bắt đầu. | Thời gian ứng cử và đề cử kết thúc. Thời gian chiến dịch chính thức bắt đầu. | Thời gian ứng cử và đề cử kết thúc. Thời gian chiến dịch chính thức bắt đầu. | Thời gian ứng cử và đề cử kết thúc. Thời gian chiến dịch chính thức bắt đầu. | Thời gian ứng cử và đề cử kết thúc. Thời gian chiến dịch chính thức bắt đầu. |   |   |    |
| 7, 8/9              | JNN                                                                          | 1,011                                                                        | 23.1 (24.1)                                                                  | 28.5 (34.5)                                                                  | 6.4 (6.7)                                                                    | 9.2 (11.7)                                                                   | 6.1 (5.9)                                                                    | 2.8 (2.6)                                                                    | 2.1 (2.9)                                                                    | 1.8 (2.8)                                                                    | 0.5 (0.8)                                                                    | 3.6 (2)                                                                      | 15.9 (6)                                                                     |   |   |    |
| 6, 7, 8, 9/9        | Jiji Press                                                                   | 1,170                                                                        | 24.2 (27.1)                                                                  | 25.5 (35.6)                                                                  | 4.9 (3.6)                                                                    | 8.5 (12.1)                                                                   | 2.1                                                                          | 2.9                                                                          | 1.4                                                                          | 1.4                                                                          | 0.3                                                                          | –                                                                            | 27.8                                                                         |   |   |    |
| 6, 7, 8/9           | NHK                                                                          | 1,220                                                                        | 27.8                                                                         | 22.6                                                                         | 6.1                                                                          | 9.3                                                                          | 4.2                                                                          | 3.6                                                                          | 1.7                                                                          | 1.9                                                                          | 0.7                                                                          | 3.8                                                                          | 18.3                                                                         |   |   |    |
| 3, 4/9              | Nippon TV                                                                    | 1,019                                                                        | (28)                                                                         | (18)                                                                         | (3)                                                                          | (17)                                                                         | (7)                                                                          | (5)                                                                          | (2)                                                                          | (4)                                                                          | (2)                                                                          | (4)                                                                          | (10)                                                                         |   |   |    |
| 31/8-1/9            | go2senkyo                                                                    | 1,000                                                                        | 16.5 (28.6)                                                                  | 11.6 (17.6)                                                                  | 4.3                                                                          | 7.5 (11.8)                                                                   | 2.9                                                                          | 1.3                                                                          | 0.7                                                                          | 0.7                                                                          | 0.2                                                                          | 3.7                                                                          | 50.6                                                                         |   |   |    |
| 24, 25/8            | Asahi                                                                        | 1,058                                                                        | 21                                                                           | 21                                                                           | 6                                                                            | 8                                                                            | 6                                                                            | 5                                                                            | 2                                                                            | 1                                                                            | 1                                                                            | 1                                                                            | 28                                                                           |   |   |    |
| 24, 25/8            | ANN                                                                          | 1,015                                                                        | 27                                                                           | 23                                                                           | 6                                                                            | 9                                                                            | 6                                                                            | 6                                                                            | 1                                                                            | 1                                                                            | –                                                                            | 1                                                                            | 19                                                                           |   |   |    |
| 24, 25/8            | Mainichi                                                                     | 950                                                                          | 29                                                                           | 16                                                                           | 5                                                                            | 13                                                                           | 6                                                                            | 7                                                                            | 1                                                                            | 1                                                                            | 1                                                                            | 1                                                                            | 20                                                                           |   |   |    |
| 24, 25/8            | Sankei/FNN                                                                   | Không rõ                                                                     | 21.6                                                                         | 22.4                                                                         | 7.7                                                                          | 10.8                                                                         | 4.2                                                                          | 3.6                                                                          | 1.3                                                                          | 1.0                                                                          | 0.6                                                                          | 3.1                                                                          | 23.7                                                                         |   |   |    |
| 23, 24, 25/8        | Yomiuri/NNN                                                                  | 1,056                                                                        | 22                                                                           | 20                                                                           | 7                                                                            | 10                                                                           | 6                                                                            | 5                                                                            | 2                                                                            | 1                                                                            | 1                                                                            | 1                                                                            | 25                                                                           |   |   |    |
| 21, 22/8            | Nikkei/TV Tokyo                                                              | Không rõ                                                                     | 18                                                                           | 23                                                                           | 7                                                                            | 11                                                                           | 6                                                                            | 8                                                                            | 1                                                                            | 2                                                                            | 1                                                                            | 2                                                                            | –                                                                            |   |   |    |
| 17, 18, 19/8        | Kyodo News                                                                   | 1,064                                                                        | 25.3                                                                         | 19.6                                                                         | 9.7                                                                          | 10.1                                                                         | 7.6                                                                          | 3.7                                                                          | –                                                                            | –                                                                            | –                                                                            | –                                                                            | –                                                                            |   |   |    |
| 17, 18/8            | go2senkyo/Gunosy                                                             | 1,000                                                                        | 14.9                                                                         | 7.8                                                                          | 5.2                                                                          | 7.9                                                                          | 3                                                                            | 1.4                                                                          | 0.6                                                                          | –                                                                            | –                                                                            | 7.2                                                                          | 52                                                                           |   |   |    |
| 17, 18/8            | go2senkyo/JX                                                                 | 987                                                                          | 29.1                                                                         | 14.7                                                                         | 5.8                                                                          | 12.6                                                                         | 6.2                                                                          | 5.7                                                                          | 2.0                                                                          | –                                                                            | –                                                                            | 7.6                                                                          | 16.4                                                                         |   |   |    |

### Kết quả tín nhiệm
| Ngày thăm dò (2024) | Cơ quan thăm dò | Tham gia | Kishida tiếp tục làm Thủ tướng | Bầu Thủ tướng mới | Chưa / không trả lời | Dẫn đến |       |   |    |    |    |
| ------------------- | --------------- | -------- | ------------------------------ | ----------------- | -------------------- | ------- | ----- | - | -- | -- | -- |
| Ngày thăm dò (2024) | Cơ quan thăm dò | Tham gia | 22, 23/5                       | SSRC              | Chưa / không trả lời | Dẫn đến | 2,043 | 8 | 63 | 29 | 34 |

## Kết quả bầu cử
| Ứng cử viên | Ứng cử viên        | Vòng thứ nhất | Vòng thứ nhất | Vòng thứ nhất      | Vòng thứ nhất | Vòng thứ nhất         | Vòng thứ nhất | Vòng thứ nhất     | Vòng thứ nhất     | Vòng thứ nhất | Vòng thứ hai | Vòng thứ hai | Vòng thứ hai | Vòng thứ hai | Vòng thứ hai      | Vòng thứ hai      | Vòng thứ hai |
| Ứng cử viên | Ứng cử viên        | Nghị viên     | Nghị viên     | Đảng viên          | Đảng viên     | Đảng viên             | Đảng viên     | Tổng              | Tổng              | Tổng          | Nghị viên    | Nghị viên    | Các tỉnh     | Các tỉnh     | Tổng              | Tổng              | Tổng         |
| Ứng cử viên | Ứng cử viên        | Số phiếu      | %             | Số phiếu phổ thông | %             | Số phiếu được phân bổ | %             | Tổng số phiếu bầu | Tổng số phiếu bầu | %             | Số phiếu     | %            | Số phiếu     | %            | Tổng số phiếu bầu | Tổng số phiếu bầu | %            |
| ----------- | ------------------ | ------------- | ------------- | ------------------ | ------------- | --------------------- | ------------- | ----------------- | ----------------- | ------------- | ------------ | ------------ | ------------ | ------------ | ----------------- | ----------------- | ------------ |
|             | Ishiba Shigeru 当  | 46            | 12.53%        | 202,558            | 29.12%        | 108                   | 29.35%        | 154               |                   | 20.95%        | 189          | 52.21%       | 26           | 55.32%       | 215               |                   | 52.57%       |
|             | Takaichi Sanae     | 72            | 19.62%        | 203,802            | 29.30%        | 109                   | 29.62%        | 181               |                   | 24.63%        | 173          | 47.79%       | 21           | 44.68%       | 194               |                   | 47.43%       |
|             | Koizumi Shinjirō   | 75            | 20.44%        | 115,633            | 16.63%        | 61                    | 16.58%        | 136               |                   | 18.50%        | Loại         | Loại         | Loại         | Loại         | Loại              | Loại              | Loại         |
|             | Hayashi Yoshimasa  | 38            | 10.35%        | 52,149             | 7.50%         | 27                    | 7.34%         | 65                |                   | 8.84%         | Loại         | Loại         | Loại         | Loại         | Loại              | Loại              | Loại         |
|             | Kobayashi Takayuki | 41            | 11.17%        | 35,501             | 5.10%         | 19                    | 5.16%         | 60                |                   | 8.16%         | Loại         | Loại         | Loại         | Loại         | Loại              | Loại              | Loại         |
|             | Motegi Toshimitsu  | 34            | 9.26%         | 26,081             | 3.75%         | 13                    | 3.53%         | 47                |                   | 6.39%         | Loại         | Loại         | Loại         | Loại         | Loại              | Loại              | Loại         |
|             | Kamikawa Yōko      | 23            | 6.27%         | 32,899             | 4.73%         | 17                    | 4.62%         | 40                |                   | 5.44%         | Loại         | Loại         | Loại         | Loại         | Loại              | Loại              | Loại         |
|             | Kōno Tarō          | 22            | 5.99%         | 14,971             | 2.15%         | 8                     | 2.17%         | 30                |                   | 4.08%         | Loại         | Loại         | Loại         | Loại         | Loại              | Loại              | Loại         |
|             | Katō Katsunobu     | 16            | 4.36%         | 11,942             | 1.72%         | 6                     | 1.63%         | 22                |                   | 2.99%         | Loại         | Loại         | Loại         | Loại         | Loại              | Loại              | Loại         |
| Tổng        | Tổng               | 367           | 100.00%       | 695,536            | 100.00%       | 368                   | 100.00%       | 735               |                   | 100.00%       | 362          | 100.00%      | 47           | 100.00%      | 409               |                   | 100.00%      |

### Kết quả phiếu bầu của đảng viên theo tỉnh (Vòng đầu tiên)
|           | Takaichi Sanae | Takaichi Sanae | Ishiba Shigeru | Ishiba Shigeru | Koizumi Shinjirō | Koizumi Shinjirō | Hayashi Yoshimasa | Hayashi Yoshimasa | Kobayashi Takayuki | Kobayashi Takayuki | Kamikawa Yōko | Kamikawa Yōko | Motegi Toshimitsu | Motegi Toshimitsu | Kōno Tarō | Kōno Tarō | Katō Katsunobu | Katō Katsunobu |
| Số phiếu  | %              | Số phiếu       | %              | Sô phiếu       | %                | Số phiếu         | %                 | Số phiếu          | %                  | Số phiếu           | %             | Sô phiếu      | %                 | Số phiếu          | %         | Số phiếu  | %              |                |
| --------- | -------------- | -------------- | -------------- | -------------- | ---------------- | ---------------- | ----------------- | ----------------- | ------------------ | ------------------ | ------------- | ------------- | ----------------- | ----------------- | --------- | --------- | -------------- | -------------- |
| Aichi     | 13,121         | 36.2%          | 10,030         | 27.6%          | 5,564            | 15.3％           | 1,442             | 4.0%              | 2,952              | 8.1%               | 1,083         | 3.0%          | 488               | 1.3%              | 1,385     | 3.8%      | 211            | 0.6%           |
| Akita     | 1,517          | 20.1%          | 2,934          | 38.9%          | 1,895            | 25.1%            | 454               | 6.0%              | 140                | 1.9%               | 168           | 2.2%          | 40                | 0.5%              | 92        | 1.2%      | 299            | 4.0%           |
| Aomori    | 1,721          | 22.1%          | 2,290          | 29.5%          | 1,811            | 23.3%            | 688               | 8.8%              | 726                | 9.3%               | 342           | 4.4%          | 75                | 1.0%              | 86        | 1.1%      | 36             | 0.5%           |
| Chiba     | 5,917          | 29.6%          | 5,184          | 25.9%          | 2,808            | 14.0%            | 448               | 2.2%              | 4,473              | 22.4%              | 460           | 2.3%          | 287               | 1.4%              | 331       | 1.7%      | 99             | 0.5%           |
| Ehime     | 3,601          | 29.3%          | 3,780          | 30.8%          | 2,464            | 20.1%            | 695               | 5.7%              | 1,004              | 8.2%               | 342           | 2.8%          | 169               | 1.4%              | 160       | 1.3%      | 72             | 0.6%           |
| Fukui     | 2,767          | 38.5%          | 2,326          | 32.4%          | 941              | 13.1%            | 312               | 4.3%              | 262                | 3.6%               | 258           | 3.6%          | 165               | 2.3%              | 109       | 1.5%      | 39             | 0.5%           |
| Fukuoka   | 6,967          | 36.1%          | 4,171          | 21.6%          | 3,094            | 16.0%            | 2,823             | 14.6%             | 864                | 4.5%               | 537           | 2.8%          | 178               | 0.9%              | 538       | 2.8%      | 129            | 0.7%           |
| Fukushima | 2,116          | 21.9%          | 3,452          | 35.7%          | 2,090            | 21.6%            | 805               | 8.3%              | 314                | 3.2%               | 466           | 4.8%          | 142               | 1.5%              | 95        | 1.0%      | 183            | 1.9%           |
| Gifu      | 6,484          | 26.4%          | 7,389          | 30.1%          | 5,042            | 20.6%            | 2,271             | 9.3%              | 740                | 3.0%               | 839           | 3.4%          | 937               | 3.8%              | 694       | 2.8%      | 126            | 0.5%           |
| Gunma     | 3,732          | 22.3%          | 5,212          | 31.2%          | 2,430            | 14.6%            | 625               | 3.7%              | 1,753              | 10.5%              | 462           | 2.8%          | 2,007             | 12.0%             | 376       | 2.3%      | 101            | 0.6%           |
| Hiroshima | 4,454          | 25.0%          | 4,073          | 22.9%          | 2,286            | 12.8%            | 4,197             | 23.6%             | 622                | 3.5%               | 953           | 5.4%          | 921               | 5.2%              | 143       | 0.8%      | 160            | 0.9%           |
| Hokkaidō  | 7,651          | 30.9%          | 7,663          | 31.0%          | 3,555            | 14.4%            | 1,842             | 7.4%              | 1,766              | 7.1%               | 548           | 2.2%          | 1,183             | 4.8%              | 392       | 1.6%      | 147            | 0.6%           |
| Hyōgo     | 8,166          | 43.2%          | 5,639          | 29.8%          | 2,033            | 10.8%            | 1,205             | 6.4%              | 630                | 3.3%               | 685           | 3.6%          | 177               | 0.9%              | 234       | 1.2%      | 140            | 0.7%           |
| Ibaraki   | 5,520          | 21.5%          | 9,523          | 37.0%          | 4,076            | 15.9%            | 1,114             | 4.3%              | 743                | 2.9%               | 848           | 3.3%          | 3,231             | 12.6%             | 553       | 2.2%      | 101            | 0.4%           |
| Ishikawa  | 4,250          | 30.1%          | 3,562          | 25.3%          | 3,124            | 22.2%            | 1,556             | 11.0%             | 708                | 5.0%               | 481           | 3.4%          | 151               | 1.1%              | 177       | 1.3%      | 92             | 0.7%           |
| Iwate     | 1,182          | 22.6%          | 1,811          | 34.7%          | 1,022            | 19.6%            | 492               | 9.4%              | 218                | 4.2%               | 354           | 6.8%          | 48                | 0.9%              | 64        | 1.2%      | 31             | 0.6%           |
| Kagawa    | 3,965          | 35.8%          | 2,727          | 24.6%          | 1,768            | 16.0%            | 694               | 6.3%              | 1,268              | 11.4%              | 313           | 2.8%          | 104               | 0.9%              | 149       | 1.3%      | 90             | 0.8%           |
| Kagoshima | 2,936          | 25.1%          | 4,118          | 35.3%          | 2,976            | 25.5%            | 661               | 5.7%              | 359                | 3.1%               | 328           | 2.8%          | 101               | 0.9%              | 134       | 1.1%      | 65             | 0.6%           |
| Kanagawa  | 11,272         | 26.6%          | 7,890          | 18.6%          | 15,082           | 35.6%            | 925               | 2.2%              | 1,523              | 3.6%               | 993           | 2.3%          | 255               | 0.6%              | 4,315     | 10.2%     | 159            | 0.4%           |
| Kōchi     | 1,908          | 36.0%          | 2,009          | 37.9%          | 797              | 15.0%            | 245               | 4.6%              | 103                | 1.9%               | 129           | 2.4%          | 29                | 0.5%              | 61        | 1.2%      | 21             | 0.4%           |
| Kumamoto  | 2,760          | 22.5%          | 3,212          | 26.2%          | 2,587            | 21.1%            | 1,994             | 16.3%             | 282                | 2.3%               | 264           | 2.2%          | 796               | 6.5%              | 308       | 2.5%      | 66             | 0.5%           |
| Kyōto     | 3,643          | 39.6%          | 2,454          | 26.7%          | 1,323            | 14.4%            | 656               | 7.1%              | 585                | 6.4%               | 237           | 2.6%          | 108               | 1.2%              | 98        | 1.1%      | 88             | 1.0%           |
| Mie       | 2,389          | 27.6%          | 1,898          | 21.9%          | 1,334            | 15.4%            | 1,356             | 15.6%             | 1,245              | 14.4%              | 194           | 2.2%          | 141               | 1.6%              | 71        | 0.8%      | 38             | 0.4%           |
| Miyagi    | 2,778          | 30.3%          | 2,443          | 26.7%          | 1,725            | 18.8%            | 1,316             | 14.4%             | 246                | 2.7%               | 302           | 3.3%          | 163               | 1.8%              | 143       | 1.6%      | 39             | 0.4%           |
| Miyazaki  | 2,133          | 25.5%          | 2,595          | 31.0%          | 1,951            | 23.3%            | 1,160             | 13.9%             | 142                | 1.7%               | 188           | 2.2%          | 79                | 0.9%              | 63        | 0.8%      | 52             | 0.6%           |
| Nagano    | 3,289          | 32.6%          | 2,788          | 27.6%          | 1,325            | 13.1%            | 1,162             | 11.5%             | 654                | 6.5%               | 566           | 5.6%          | 113               | 1.1%              | 129       | 1.3%      | 73             | 0.7%           |
| Nagasaki  | 3,787          | 30.1%          | 3,607          | 28.6%          | 1,955            | 15.5%            | 2,122             | 16.8%             | 303                | 2.4%               | 347           | 2.8%          | 163               | 1.3%              | 131       | 1.0%      | 186            | 1.5%           |
| Nara      | 6,005          | 78.1%          | 775            | 10.1%          | 320              | 4.2%             | 136               | 1.8%              | 259                | 3.4%               | 115           | 1.5%          | 22                | 0.3%              | 35        | 0.5%      | 17             | 0.2%           |
| Niigata   | 4,713          | 28.6%          | 4,597          | 27.9%          | 3,501            | 21.2%            | 1,051             | 6.4%              | 1,704              | 10.3%              | 482           | 2.9%          | 135               | 0.8%              | 212       | 1.3%      | 89             | 0.5%           |
| Ōita      | 3,290          | 31.7%          | 4,148          | 39.9%          | 1,573            | 15.1%            | 579               | 5.6%              | 272                | 2.6%               | 309           | 3.0%          | 90                | 0.9%              | 95        | 0.9%      | 37             | 0.4%           |
| Okayama   | 3,038          | 22.0%          | 2,870          | 20.8%          | 989              | 7.2%             | 120               | 0.9%              | 212                | 1.5%               | 236           | 1.7%          | 50                | 0.4%              | 95        | 0.7%      | 6,181          | 44.8%          |
| Okinawa   | 1,055          | 21.3%          | 1,476          | 29.8%          | 1,271            | 25.6%            | 400               | 8.1%              | 97                 | 2.0%               | 109           | 2.2%          | 190               | 3.8%              | 29        | 0.6%      | 330            | 6.7%           |
| Ōsaka     | 9,985          | 45.5%          | 5,156          | 23.5%          | 2,482            | 11.3%            | 1,353             | 6.2%              | 925                | 4.2%               | 861           | 3.9%          | 425               | 1.9%              | 455       | 2.1%      | 288            | 1.3%           |
| Saga      | 1,782          | 26.9%          | 2,387          | 36.1%          | 1,129            | 17.1%            | 387               | 5.8%              | 454                | 6.9%               | 144           | 2.2%          | 219               | 3.3%              | 71        | 1.1%      | 44             | 0.7%           |
| Saitama   | 8,033          | 31.2%          | 7,532          | 29.3%          | 4,649            | 18.1%            | 1,459             | 5.7%              | 934                | 3.6%               | 1,328         | 5.2%          | 1,273             | 4.9%              | 337       | 1.3%      | 191            | 0.7%           |
| Shiga     | 2,175          | 31.6%          | 2,259          | 32.8%          | 1,211            | 17.6%            | 529               | 7.7%              | 199                | 2.9%               | 194           | 2.8%          | 66                | 1.0%              | 76        | 1.1%      | 180            | 2.6%           |
| Shimane   | 1,379          | 16.0%          | 5,332          | 62.0%          | 593              | 6.9%             | 227               | 2.6%              | 126                | 1.5%               | 167           | 1.9%          | 100               | 1.2%              | 36        | 0.4%      | 637            | 7.4%           |
| Shizuoka  | 5,085          | 22.2%          | 5,303          | 23.1%          | 2,019            | 8.8%             | 202               | 0.9%              | 397                | 1.7%               | 9,601         | 41.9%         | 95                | 0.4%              | 176       | 0.8%      | 57             | 0.2%           |
| Tochigi   | 1,961          | 14.8%          | 2,048          | 15.5%          | 1,422            | 10.8%            | 108               | 0.8%              | 154                | 1.2%               | 163           | 1.2%          | 7,224             | 54.6%             | 62        | 0.5%      | 82             | 0.6%           |
| Tokushima | 1,464          | 27.9%          | 1,682          | 32.1%          | 834              | 15.9%            | 75                | 1.4%              | 141                | 2.7%               | 939           | 17.9%         | 46                | 0.9%              | 40        | 0.8%      | 27             | 0.5%           |
| Tokyo     | 19,915         | 34.3%          | 16,913         | 29.2%          | 9,401            | 16.2%            | 2,986             | 5.1%              | 2,791              | 4.8%               | 2,623         | 4.5%          | 1,081             | 1.9%              | 1,707     | 2.9%      | 601            | 1.0%           |
| Tottori   | 548            | 6.5%           | 7,635          | 90.7%          | 73               | 0.9%             | 21                | 0.2%              | 83                 | 1.0%               | 25            | 0.3%          | 4                 | 0.1%              | 11        | 0.1%      | 13             | 0.2%           |
| Toyama    | 4,969          | 27.3%          | 7,376          | 40.5%          | 2,591            | 14.2%            | 621               | 3.4%              | 684                | 3.8%               | 628           | 3.4%          | 982               | 5.4%              | 234       | 1.3%      | 144            | 0.8%           |
| Wakayama  | 2,462          | 29.5%          | 3,151          | 37.8%          | 1,115            | 13.4%            | 756               | 9.1%              | 574                | 6.9%               | 102           | 1.2%          | 45                | 0.5%              | 81        | 1.0%      | 56             | 0.7%           |